# Duque da Estônia

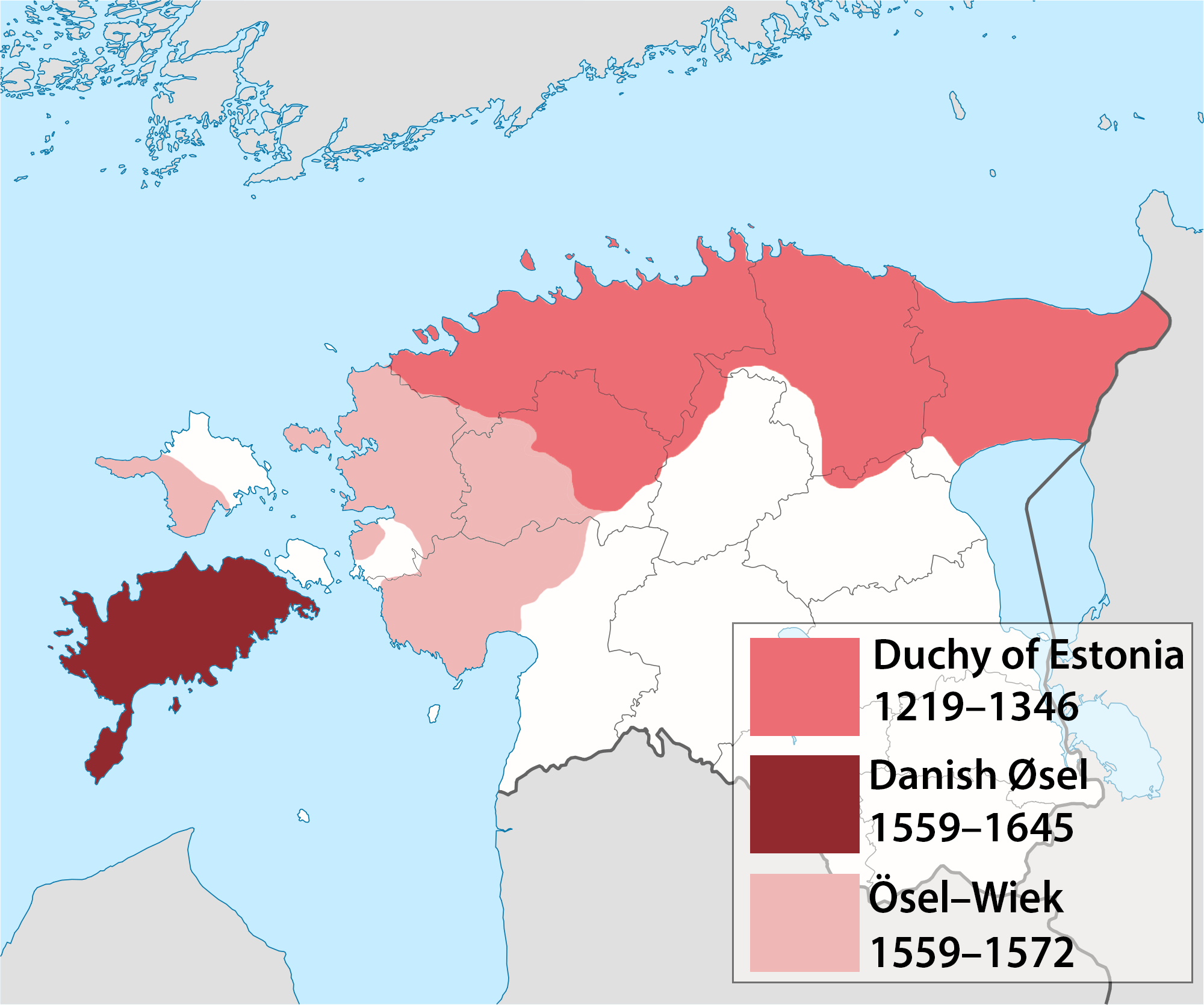
Evolução dos territórios dominados pela Dinamarca de 1219 a 1572. Autoria de SvenEst.

O primeiro duque da Estônia (em dinamarquês:  Hertug af Estland) foi indicado no ano de 1220 por Valdemar II da Dinamarca após a conquista dinamarquesa da Estónia durante a Cruzada Livoniana. O título foi retomado pelos reis da Dinamarca desde 1269. Durante o período de 1266 a 1282, durante o reinado da rainha Margarida Sambiria, o título de Domina Estonie (designação em latim) foi usado.
Em 1332, depois de Cristóvão II da Dinamarca ter morrido, o seu segundo filho, Otto, herdou o título de duque da Estônia. Valdemar III da Dinamarca assumiu o título em 1338